# Напряжённость (фильм)
«Напряжённость» (англ. Tension) — фильм нуар режиссёра Джона Берри, вышедший на экраны в 1949 году.
Фильм рассказывает о скромном аптекаре (Ричард Бейсхарт), который разрабатывает изощрённый план мести своей жене (Одри Тоттер) после того, как она уходит к любовнику.
Как после выхода на экраны, так и в наше время фильм удостоился в основном положительных отзывов специалистов, особенно отметивших постановку темы послевоенной неудовлетворённости американской мечтой, а также высоко оценивших работы режиссёра Джона Берри и исполнителей главных ролей Ричарда Бейсхарта и Одри Тоттер.

## Сюжет
Лейтенант полиции Колье Боннабел (Барри Салливан) из отдела убийств говорит, что ему известен только один способ раскрыть дело — давить на подозреваемых, играя на их сильных и слабых сторонах, пока они не сломаются под напряжением. В подтверждение своих слов он рассказывает о деле Уоррена Куимби:
Трудолюбивый, скромный Уоррен Куимби (Ричард Бейсхарт) работает ночным управляющим круглосуточной аптеки в Калвер-сити, считая своей главной задачей обеспечить благополучие себя и своей жены Клэр (Одри Тоттер), вместе с которой живёт в небольшой квартире над аптекой. Пока он работает, падкая на роскошь и развлечения Клер практически открыто встречается с другими мужчинами. Это замечает даже помощник Уоррена Фредди (Том Д'Андера), который говорит шефу, что не стал бы терпеть такое поведение своей жены. Несмотря на собственные переживания по этому поводу, Уоррен продолжает нежно заботиться о Клэр. Накопив, наконец, достаточно денег, Уоррен привозит жену в городской пригород, чтобы показать ей дом, который мечтает купить. Однако Клэр категорически отказывается жить в тихом предместье вдали от центра, и даже отказывается выйти из машины, чтобы посмотреть дом. Вскоре Клэр вообще уходит от мужа к своему очередному любовнику, обеспеченному бизнесмену Барни Дигеру (Ллойд Гоф), который произвёл на неё впечатление своей новой эффектной машиной. Собирая вещи, Клэр, говорит мужу, что когда они познакомились в Сан-Диего, Уоррен был весёлым парнем в униформе, но теперь он более не способен на развлечения. Не желая мириться с уходом Клэр, Уоррен решает вступить за неё в борьбу, однако поначалу не знает, что ему предпринять. Он направляется в прибрежный дом Дигера в Малибу, где Клэр вместе с любовником загорают на пляже. Уоррен пытается уговорить жену вернуться, однако она отказывается с ним разговаривать. Когда он пытается настаивать, Дигер жестоко избивает Уоррена и выгоняет его. После такого унижения на глазах у жены Уоррен решает кардинально изменить свои действия, особенно когда Фредди заявляет, что убил бы Дигера, если бы тот обошёлся с ним подобным образом. Уоррен решает подготовить и совершить идеальное убийство своего соперника. Первым делом аптекарь начинает создавать себе вторую личность, которая совершит убийство и после этого бесследно исчезнет. Он тщательно формирует свой новый образ — вместо старомодных очков вставляет себе контактные линзы, покупает модную одежду, берёт себе имя Пол Сатерн, которого нет в телефонном справочнике, и снимает квартиру на побережье, где собирается жить по выходным дням. Домовладелице он объясняет, что торгует косметикой, и потому пять дней в неделю проводит в командировках. Когда Уоррен завозит вещи в новую квартиру, его непреднамеренно снимает на фотокамеру его новая привлекательная соседка Мэри Чэнлер (Сид Чарисс), которая увлекается фотографией. Вскоре Уоррен звонит в дом Дигера, и, представившись Полом Сатерном, передаёт через слугу Нарко (Тито Ренальдо), что достанет и накажет Дигера за то, что тот сделал. Одновременно Уоррен и Мэри начинают испытывать друг к другу романтические чувства, и вскоре во время пикника на берегу океана объясняются в любви и целуются. Она мечтает о совместной жизни, хотя Уоррен и говорит, что он не тот человек для этого. Затем Уоррен вместе с Фредди приходит к Дигеру домой, делая вид, что желает с ним помириться. Он вновь предлагает Клэр вернуться домой, однако после её категорического отказа спокойно удаляется, говоря, что двери для неё всегда открыты. Таким образом Уоррен обеспечивает себе свидетеля, который сможет подтвердить, что он простил жену и любовника и не таит на них зла. Поздно вечером Уоррен возвращается к дому Дигера, чтобы убить его. Во дворе он берёт трезубец от барбекю, с которым заходит в гостиную, видя, что Дигер спит в одиночестве в кресле. Уоррен уже заносит трезубец, чтобы заколоть Дигера, однако в последний момент останавливается и бросает своё оружие. Дигер просыпается, после чего Уоррен поднимает трезубец и приставляет его к горлу своего соперника. Уоррен говорит, что пришёл убить его, однако теперь ему жаль Дигера, которого Клэр обманывает так же, как обманывала и его. Уоррен уходит, погружая Дигера в глубокие раздумья. Тем временем счастливый Уоррен приезжает в свой новый дом, где, не застав Мэри, с воодушевлением говорит домовладелице о том, что теперь собирается жить здесь постоянно и жениться на Мэри.
Однако уже на следующей день в квартире в Калвер-сити неожиданно появляется Клэр, сообщая мужу, что вернулась к нему. Уоррен не верит жене, после чего, распаковывая вещи, Клер заявляет, что Дигер застрелен. Клэр просит Уоррена сказать полиции, что Дигер был другом их семьи, к которому она иногда ездила днём купаться. Когда Уоррен отказывается ей подыгрывать и хочет выпроводить из дома, она напоминает мужу, что у того был мотив. В этот момент в квартиру входят полицейские детективы, лейтенант Коллье Боннабел и лейтенант Эдгар Гонзалес (Уильям Конрад). Им уже известно, что Клэр покинула место убийства Дигера непосредственно перед их приездом, однако она объясняет это тем, что просто испугалась. Далее она рассказывает, что их семья дружила с Дигером уже 2-3 года, и днём она часто приезжала на его пляж купаться. Вчера днём она также там купалась, затем ходила в кино, а когда вернулась за купальником, то увидела, что Дигер был уже мёртв. Детективы также спрашивают о Поле Сатерне, который недавно звонил Дигеру с угрозами, однако как Клэр, так и Уоррен говорят, что такого не знают. Уоррен вынужден ей подыграть, чтобы избежать подозрений, однако после ухода полицейских даёт жене пощёчину. Главным подозреваемым для полиции становится Сатерн, однако дальнейшее расследование показывает, что человек с таким именем не зарегистрирован ни в каких официальных документах, а исчезнувший револьвер, который стал оружием убийства, принадлежит самому Дигеру. Допросив Нарко, детективы выясняют, что Клэр бывала у Дигера не только днём, но и ночью, и кроме того, она присутствовала в тот момент, когда Дигеру звонил Сатерн. Намереваясь выведать из Клер побольше информации, Боннабел делает вид, что она ему нравится, и приглашает в кафе. Там подсевший знакомый журналист выдвигает версию, что Сатерна вообще не существует, а убийцей является кто-то другой, кроме того, без оружия преступления дело вообще может развалиться. Возбуждённая такими разговорами, Клэр говорит Боннаделу, что он специально привёл её в кафе, чтобы она заговорила, однако он объясняет, что просто перепроверяет информацию, одновременно получая удовольствие от общения с ней. После того, как Мэри в течение нескольких дней не может найти Пола, она подаёт в полицию заявление об исчезновении человека, прикладывая сделанную ей фотографию. Когда фотография попадает к Боннабелу, он быстро догадывается, что Пол и Уоррен — это одно и то же лицо. Пригласив Мэри в полицию, детектив допрашивает её, утверждая, что Пол — не тот, за кого себя выдаёт, а затем отвозит её в аптеку Уоррена, где сталкивает её с Уорреном, чтобы посмотреть за их реакцией. Однако Мэри делает вид, что никогда не видела аптекаря. Полностью доверяя Полу, она не выдаёт его даже тогда, когда Боннабел заявляет, что Пол женат и встречался с ней под чужим именем. Затем Боннабел направляется к Клэр, показывая ей фотографию Сатерна и заявляя, что её муж вёл двойную жизнь, встречаясь с другой женщиной. Узнав о неверности мужа, разволновавшаяся Клэр заявляет, что на сделанной Мэри фотографии изображён Пол. После этого Боннабел арестовывает и жёстко допрашивает Уоррена, который сознаётся в том, что после ухода жены вёл двойную жизнь, однако категорически отрицает, что убивал Дигера. Затем Боннабел назначает Клэр встречу в новой квартире, которую арендовал Уоррен, и, продолжая заигрывать с ней, говорит, что дело передают другому следователю, а он вынужден выпустить Уоррена на свободу, так как против того нет решающей улики — орудия убийства. На следующий день Клэр едет за город, где извлекает из-под груды камней в лесу револьвер. Она снова приезжает в новую квартиру Уоррена, где прячет револьвер под сиденьем кресла. В этот момент в квартиру входит Уоррен, а вслед за ним и полиция. Клер заявляет, что искала в квартире орудие убийства, и Боннабел призывает её продолжить поиски. Вскоре она находит только что спрятанный ей револьвер. После этого Боннабел заявляет, что так как вся мебель в квартире только что была заменена, то оружие могла подложить только сама Клэр, и таким образом она сама себя разоблачила. Смирившись с собственным провалом, Клер уходит в сопровождении Гонзалеса. Когда после этого Мэри решительно заявляет, что в квартире ничего не было тронуто, Боннабел отвечает, что для этого потребовалось бы слишком много работы. Он уходит, а Уоррен остаётся вместе с Мэри.

## В ролях
- Ричард Бейсхарт — Уоррен Куимби, он же Пол Сатерн
- Одри Тоттер — Клэр Куимби
- Сид Чарисс — Мэри Чэнлер
- Барри Салливан — лейтенант полиции Колье Боннабел
- Ллойд Гоф — Барни Дигер
- Том Д'Андера — Фредди, аптекарь
- Уильям Конрад — лейтенант полиции Эдгар «Блэки» Гонзалес
- Тито Ренальдо — Нарко, слуга Дигера
- Филип Ван Зандт — лейтенант Скьявоне (в титрах не указан)

## Создатели фильма и исполнители главных ролей
Как написал историк кино Дэвид Хоган, «Джон Берри был умелым режиссёром, поставившим, в частности, последний фильм Джона Гарфилда „Он бежал всю дорогу“ (1951)» . Затем, как отметил Эндрю Дикос, Берри оказался в «группе голливудских кинематографистов, для которых попадание в „чёрные списки“ стало истинно нуаровым моментом в их жизни». По словам Джеффа Стаффорда, «к сожалению, карьера Джона Берри в Голливуде была оборвана его политическими пристрастиями и после завершения нуаровой драмы „Он бежал всю дорогу“, режиссёр попал в голливудский чёрный список и перебрался в Европу, где продолжал делать фильмы во Франции и Англии». Лишь в начале 1970-х годов Берри рискнул вернуться в Америку, где поставил «высоко оценённую критикой романтическую мелодраму „Клодин“ (1974) с Дайан Кэрролл в роли матери-одиночки с шестью детьми, которая мечтает уехать из своего жалкого дома к лучшей жизни». После этого фильма Берри «мог ожидать интересных предложений, но этого не произошло». В конце концов, Берри вернулся во Францию, где его работа получала более высокую оценку со стороны европейских кинокритиков и кинозрителей.
Ричард Бейсхарт дебютировал в кино в фильме нуар «Повторное исполнение» (1947), а на следующий год, по словам Хогана, «произвёл сильное впечатление в роли расчётливого убийцы в фильме студии Eagle-Lion „Он бродил по ночам“ (1948). После этого фильма Бейсхарт подписал контракт с компанией Metro-Goldwyn-Mayer, для которой сыграл в фильмах нуар „Четырнадцать часов“ (1951) и „Дом на Телеграфном холме“ (1951)». Как отмечает Хоган, Бейсхарт «был интеллектуальным и очень многогранным актёром, и может быть, поэтому публике было трудно его понять. Со временем он стал популярным и признанным характерным актёром», сыграв в таких фильмах, как «Титаник» (1953), «Дорога» (1954), «Мошенники» (1955), «Моби Дик» (1956) и «Будучи там» (1979). Одри Тоттер была одной из самых востребованных актрис жанра фильм нуар, сыграв в таких картинах, как «Почтальон всегда звонит дважды» (1946) и «Высокая стена» (1947). Как отмечает Стаффорд, перед этой картиной «Тоттер уже зарекомендовала себя в ролях двуличных персонажей в таких саспенс-триллерах, как „Леди в озере“ (1947) и „Вне подозрений“ (1947)». По словам Майера, «трогательно исполнив роль жены Роберта Райана в спортивном нуаре „Подстава“ (1949), куда её отдавали в аренду на студию RKO, а затем роль роковой женщины в „Напряжённости“ она более не получала столь же значимых ролей», хотя в первой половине 1950-х годов сыграла ещё в пяти фильмах нуар.

## История создания фильма
По информации журнала «Голливуд репортер» от октября 1948 года, компания Metro-Goldwyn-Mayer купила права на неопубликованный рассказ Джона Клорера для создания фильма, первоначально планируя снять в нём своих звёзд Роберта Тейлора и Вана Хефлина. Затем концепция студии изменилась, и, как отметил Хоган, «фильм стал частью новой философии студии. Генеральный продюсер Дор Скари понял, что ожидания искушённой, слегка пресыщенной послевоенной аудитории сильно отличались от кинозрителей прошлого. Помимо гламурных романов и семейных фильмов в уютных домах теперь надо было делать и более злободневные, взрослые фильмы». Однако, когда снималась «Напряжённость» «в конце весны 1949 года, деятельностью MGM всё ещё руководил Луис Майер, который привёл студию к лидерству как раз с фильмами того типа, которые Скари хотел вытеснить. Майер ненавидел новый реализм, но руководство MGM в Нью-Йорке согласилось со Скари». В конце концов, в 1950 году «Майер был освобождён от своих обязанностей, и Скари стал главным управляющим студии в Голливуде». По словам Хогана, «в свете всего этого „Напряжённость“ стала любопытным знаком, указавшим направление движения MGM к изменившемуся кинорынку» .

## Оценка фильма критикой

### Общая оценка фильма
После выхода на экраны картина, по замечанию Джеффа Стаффорда, «была в буквальном смысле проигнорирована кинозрителями», хотя и получила преимущественно позитивные отклики критики. Так, журнал Variety отметил, что фильм полностью «оправдывает своё название. Это плотная, насыщенная мелодрама, которая завладевает зрительским вниманием. Сценарий отличают умные реплики и сюжетные ситуации, которые создают условия для очень хорошей игры, а постановка Берри обеспечивает постоянную динамику и представляет актёров в выгодном свете». С другой стороны, по мнению кинообозревателя Босли Кроутера из «Нью-Йорк Таймс», «фильм шатает из стороны в сторону самым неувлекательным и ненапряжённым образом», в конце концов «заканчиваясь потрясающим открытием, которое можно было предсказать ещё за полчаса до того». В этой связи критик отмечает, что главным словом при просмотре фильма для него было не «напряжённость», а «терпение», и он «чувствовал себя той самой резиновой лентой», которую испытывает на разрыв следователь.
Большинство современных критиков даёт фильму положительную оценку. Так, киновед Спесер Селби назвал картину «первоклассным циничным триллером с убийством», Майкл Кини написал, что это «занимательный фильм категории В», особенно выделив игру Тоттер в роли «любительницы безвкусной мишуры и расчётливой роковой женщины» , а Дэвид Хоган заключил, что это «очень грамотный и увлекательный фильм». По словам Эддиего, «очень жаль, что больше не создают таких мелодрам, как эта мелодрама Джона Берри», которая служит «хорошим примером нуарового послевоенного разочарования». Карл Мачек назвал картину «плотным триллером, развивающим нуаровые тематические и стилевые идеи». По словам критика, «фильм включает целую группу персонажей, воплощающих циничную сущность нуарового мира. Клэр — это классическая роковая женщина, которая просто ради прихоти доводит мужчин до грани катастрофы. Уоррен — это слабый человек, который попал в ловушку в бессмысленном мире и вынужден идти на крайность, абсолютно чуждую нормальному для него образу жизни, а Боннабел выступает в роли крутого копа».
По словам Стаффорда, «это напряжённо поставленный шедевр категории В, который содержит одну из самых расчётливых и корыстных роковых женщин» в роли, «которая как будто бы специально написана для Одри Тоттер». Стаффорд считает, что «фильм стал не только великолепной демонстрацией способностей актрисы», но и «классно выполнен во всём остальном — от мастерской режиссуры Джона Берри до атмосферической операторской работы и напряжённой драматичной музыки Андре Превена». Эдер полагает, что фильм «смотрится исключительно хорошо в качестве необычного (если не просто очень редкого) для студии MGM фильма в жанре нуар». Главными достоинствами картины, по мнению Эдера, стали «режиссёрская работа Джона Берри и актёрский состав, особенно, игра Ричарда Бейсхарта в сложной главной роли человека, которого толкают к самому краю». Шварц пишет, что это «плотный триллер и фильм нуар категории В, который отражает пугающую атмосферу после Второй мировой войны, когда американцы искали материального комфорта и побега из мрачного города к зелёным лужайкам пригородов». Это «крепкая саспенс-мелодрама, которая умело поставлена Джоном Берри», и хотя «не весь сюжет представляется правдоподобным, актёрская игра довольно хорошая, мрачная атмосфера ночных сцен впечатляет, а напряжённость кажется реальной».

### Оценка работы режиссёра и творческой группы
Большинство специалистов высоко оценили режиссёрское мастерство Джона Берри. Хоган отметил, что «Берри показал себя как хороший рассказчик», несмотря на то, что «сценарий фильма Аллена Ривкина делает картину немного вялой», Эдер выделил «великолепную работу Берри со всеми актёрами», включая пару детективов с их забавными отношениями между собой, а Мачек обратил внимание на умение Барри «наполнить картину неброскими образами, а также визуально показать контраст между двумя главными женскими персонажами».
Хоган отметил «красивую работу оператора Гарри Стрэдлинга», обратив также внимание на «живую, диссонансную музыку Андре Превена». С другой стороны, Эдер заключил, что «единственным недостатком фильма стала музыка Превена, который позднее будет писать хороший джазовый материал и зарекомендует себя как классический композитор и дирижёр. Но в этом фильме музыка ненамного лучше халтуры, следуя шаблонам до такой степени, что её можно предсказать заранее».

### Оценка актёрской игры
Критики высоко оценили актёрскую игру в фильме, хотя Кроутер иронически заметил, что «умелый актёрский состав играет роли, которые требуют того, чтобы явно избегать сходства с живыми людьми». Хоган отмечает «убедительную игру Бейсхарта, который исполняет нестандартный, более тонкий вариант Джекилла/Хайда», а также «чувственную, сладострастную Тоттер», которая предстаёт как «восхитительное воплощение плохих намерений. То воркующая, то ядовитая, она классическая материальная девушка. Она сообразительна, но не умна», а её «леность указывает на то, что она не пара Уоррену, тяжёлый труд которого она почти не замечает и определённо не ценит». Как отмечает Эндрю Дикос, её героиней, как и другими роковыми женщинами «движут три вещи: жажда захватывающего секса, стремление к богатству и к власти, которую оно приносит, и потребность контролировать всех и вся вокруг себя». Эдер считает, что Бейсхарт и Тоттер «просто прекрасны в своих ролях». В частности, Бейсхарт «достаточно убедителен и чуток» при раскрытии своего героя во всех его проявлениях, а Тоттер играет «прямо-таки зловещую и садистскую» распутную жену, которая манипулирует мужем, представляя «диаметральную противоположность верной и любящей супруги, которую она сыграла в тому же году в „Подставе“ Роберта Уайза». Отметив, что после выхода фильма на экраны Тоттер получила «восторженные отзывы от многих критиков», Стаффорд пишет, что она «играет Клер со стилем, обрушивая на своего мужа бесконечный шквал оскорблений и унизительных высказываний». А Эддиего больше всего «захватило в фильме то, насколько легко классический олух в исполнении Бейсхарта с его жалкими и непродуманными мечтами о домашнем счастье способен превратиться в новую и совершенно иную личность».